# Alejandro Otero (futbolista)
Antonio Alejandro Otero Orejuela (Santander de Quilichao, Cauca, Colombia, 10 de febrero de 1984) es un futbolista colombiano. Juega de portero y actualmente milita en el Orsomarso de la Categoría Primera B colombiana.

## Trayectoria

### Deportes Quindío
Durante 7 años estuvo atajando para el Deportes Quindío donde jugó 210 partidos por liga y 20 por Copa Colombia con un total de 230 partidos jugados para la institución cuyabra. Se marcharía dejando una buena imagen.

### Patriotas Boyacá
En 2013 llega a territorio boyacense para jugar con Patriotas donde se mantuvo como suplente de los uruguayos Nicolás Vikonis y Juan Guillermo Castillo. Para la temporada 2016 luego de recuperar su nivel se adueñó de la titular.

## Clubes
| Club                 | País                | Año                 | Partidos |
| -------------------- | ------------------- | ------------------- | -------- |
| Deportes Quindío     | Colombia            | 2005 - 2012         | 230      |
| Patriotas Boyacá     | Colombia            | 2013 - 2016         | 78       |
| Atlético Bucaramanga | Colombia            | 2017                | 27       |
| Patriotas Boyacá     | Colombia            | 2018 - 2019         | 7        |
| Orsomarso            | Colombia            | 2020 - Presente     | 0        |
| Total en su carrera  | Total en su carrera | Total en su carrera | 342      |

## Estadísticas
Actualizado al último partido jugado con Patriotas Boyacá el día 14 de marzo de 2019.
| Deportes Quindío · Colombia                                                     |               |               |     |    |    |   |   |     |     |   |
| 1ª                                                                              | 2005/08       | 86            | 0   | 5  | 0  | — | — | 91  | 0   |   |
| 1ª                                                                              | 2009          | 27            | 0   | 3  | 0  | — | — | 30  | 0   |   |
| 1ª                                                                              | 2010          | 36            | 0   | 3  | 0  | — | — | 39  | 0   |   |
| 1ª                                                                              | 2011          | 32            | 0   | 6  | 0  | — | — | 38  | 0   |   |
| 1ª                                                                              | 2012          | 29            | 0   | 3  | 0  | — | — | 32  | 0   |   |
| Total club                                                                      | Total club    | 210           | 0   | 20 | 0  | 0 | 0 | 230 | 0   |   |
| Patriotas Boyacá · Colombia                                                     |               |               |     |    |    |   |   |     |     |   |
| 1ª                                                                              | 2013          | 0             | 0   | 2  | 0  | — | — | 2   | 0   |   |
| 1ª                                                                              | 2014          | 16            | 0   | 7  | 0  | — | — | 23  | 0   |   |
| 1ª                                                                              | 2015          | 6             | 0   | 7  | 0  | — | — | 13  | 0   |   |
| 1ª                                                                              | 2016          | 37            | 0   | 3  | 0  | — | — | 40  | 0   |   |
| 1ª                                                                              | 2018          | 2             | 0   | 4  | 0  | — | — | 6   | 0   |   |
| 1ª                                                                              | 2019          | 0             | 0   | 1  | 0  | — | — | 1   | 0   |   |
| Total club                                                                      | Total club    | 61            | 0   | 24 | 0  | 0 | 0 | 85  | 0   |   |
| Atlético Bucaramanga · Colombia                                                 |               |               |     |    |    |   |   |     |     |   |
| 1ª                                                                              | 2017          | 26            | 0   | 1  | 0  | — | — | 27  | 0   |   |
| Total club                                                                      | Total club    | 26            | 0   | 1  | 0  | 0 | 0 | 27  | 0   |   |
| Total carrera                                                                   | Total carrera | Total carrera | 297 | 0  | 45 | 0 | 0 | 0   | 342 | 0 |
| (1) Incluye datos de la Copa Colombia . No incluye goles en partidos amistosos. |               |               |     |    |    |   |   |     |     |   |